# International Horn Society
Pour les articles homonymes, voir IHS.
L'International Horn Society (IHS) est une organisation internationale dédiée aux cornistes. Elle est fondée aux États-Unis en juin 1970, avec pour premier président le corniste australien Barry Tuckwell. 
L'IHS organise tous les ans un congrès et publie une revue, The Horn Call. 